# 女子プロレスグランプリ
女子プロレスグランプリ（じょしプロレスグランプリ）は、かつてソニー・マガジンズ（現：エムオン・エンタテインメント）が発行していた女子プロレス専門誌。

## 概要
全日本女子プロレスを中心としたJWP女子プロレス、LLPW（現：LLPW-X）、FMW女子部による団体対抗戦が人気を博し、またキューティー鈴木や井上貴子などのいわゆるアイドルレスラーが注目され、クラッシュギャルズ以来の第3次女子プロレスブームにあった1993年12月に創刊。
「ハイパー・ビジュアル&インタビュー・マガジン」のサブタイトル通り、選手のグラビアとインタビューを中心に誌面を構成。これは同社の音楽雑誌『PATi PATi』を踏襲したものであり、従来のプロレス雑誌とは一線を画した取り組みは、他誌に少なからず影響を与えたといわれる。
年4冊のペースで1995年までの足掛け3年で、Vol.1からVol.7と最終号「File」（未公開グラビアと過去のインタビュー再録を主とした特別号）の8冊が発刊された。

## 各号の特集
- Vol.1（1993年12月1日発売）

特集 - キューティー鈴木&井上貴子
- Vol.2（1994年5月1日発売）

特集 - 下田美馬&三田英津子
- Vol.3（1994年9月1日発売）

特集 - 工藤めぐみ&尾崎魔弓
- Vol.4（1994年11月10日発売）

特集 - 北斗晶
- Vol.5（1995年3月20日発売）

特集 - 豊田真奈美・神取忍
- Vol.6（1995年6月15日発売）

特集 - JWPとLLPW、それぞれの3年
- Vol.7（1995年9月1日発売）

特集 - 全日本女子プロレス
- File （1995年12月5日発売）

完全保存版! 人気14選手ぜ〜んぶ大特集!!

## 備考
- 1994年11月に主婦の友社から声優情報雑誌『声優グランプリ』が創刊されたが、雑誌名やロゴに加え誌面構成までがそっくりだったことから、本誌Vol.5に「とっておきのご本 声優グランプリ」の見出しで皮肉を交えた紹介記事を掲載した。
- 本誌最終号が発売された1995年12月に『Lady'sゴング（後にLady'sリングを経て、現・RINGSTARS）』が創刊された。